# Jugoslawien-Rundfahrt 1974
Das Etappenrennen Jugoslawien-Rundfahrt 1974 führte vom 25. Juni bis zum 6. Juli über zwölf Etappen. Gesamtsieger wurde Jaroslav Poslusny. Es war die 30. Austragung der Jugoslawien-Rundfahrt. Die Rundfahrt war nur für Amateure offen. Die Jugoslawien-Rundfahrt 1974 gehörte zur höchsten Kategorie der Jahreswertung des Amateurweltverbandes A.I.O.C.C. der Union Cycliste Internationale (UCI).

## Rennen
Der Kurs des Etappenrennens führte von Skopje nach Ljubljana. Am Start waren Nationalmannschaften aus Bundesrepublik Deutschland, der DDR, der Tschechoslowakei, Schweden, Polen, Österreich, Frankreich, Algerien, Kuba und Jugoslawien mit zwei Teams. Pro Mannschaft starteten fünf Radrennfahrer.

## Etappen
Die Rundfahrt führte über insgesamt zwölf Etappen ohne Ruhetag über 1.638 Kilometer. Die Etappensieger erhielten jeweils eine Minute Zeitgutschrift, die Zweitplatzierten 30 Sekunden.

### 1. Etappe
Skopje–Pristina, 113 Kilometer, Sieger: Ivan Bobovcan, Jugoslawien.

### 2. Etappe
Raška Gora–Gornji Milanovac, 140 Kilometer Sieger: Vītauts Gaļinauskas, Sowjetunion

### 3. Etappe
Gornji Milanovac–Belgrad, 132 Kilometer Sieger: Arie Versluis, Niederlande

### 4. Etappe
Bijeljina–Tuzla, 67 Kilometer Sieger: Janez Zakotnik, Jugoslawien

### 5. Etappe
Tuzla–Sarajevo, 120 Kilometer Sieger: Jaroslav Poslušný, Tschechoslowakei

### 6. Etappe
Sarajevo–Jajce, 145 Kilometer Sieger: Vītauts Gaļinauskas, Sowjetunion

### 7. Etappe
Jajce–Bilhac, 149 Kilometer Sieger: Sven-Åke Nilsson, Schweden

### 8. Etappe
Bilhac–Crkvenica, 153 Kilometer Sieger: Klaus-Peter Thaler, Bundesrepublik Deutschland

### 9. Etappe
Crkvenica–Pula, 138 Kilometer Sieger: Juri Tschjutschjerjawi, Sowjetunion

### 10. Etappe
Pula–Nova Gorica, 164 Kilometer Sieger: Wojciech Matusiak, Polen

### 11. Etappe
Nova Gorica–Vršičpass, 109 Kilometer Sieger: Wolfgang Steinmayr, Österreich

### 12. Etappe
Jesenice–Ljubljana, 60 Kilometer Sieger: Anatolij Starkow, Sowjetunion

## Gesamtwertungen

### Einzel (Gelbes Trikot)
Das Endklassement gewann Jaroslav Poslušný. Bester Fahrer aus der DDR wurde Michael Milde auf dem 21. Platz. 
| Platz | Name               | Mannschaft                 | Zeit       |
| ----- | ------------------ | -------------------------- | ---------- |
| 1.    | Jaroslav Poslušný  | Tschechoslowakei           | 41:33:44 h |
| 2.    | Wolfgang Steinmayr | Österreich                 | + 0:33 min |
| 3.    | Vito Di Tano       | Italien                    | + 0:50 min |
| 4.    | Joseph Kerner      | Frankreich                 | + 1:11 min |
| 5.    | Bengt Nilsson      | Schweden                   | + 1:42 min |
| 6.    | Klaus-Peter Thaler | Bundesrepublik Deutschland | + 2:31 min |

### Mannschaftswertung
Der Mannschaftswertung gewann Schweden vor der Tschechoslowakei und der DDR.